# Leyton Rivera
Leyton Rivera Varas (* 28. Oktober 2001 in Kristianstad, Schweden) ist ein norwegischer Tennisspieler.

## Leben
Rivera wurde in Schweden geboren, zog mit seiner Familie als 11-Jähriger aber nach Bergen in Norwegen. Er wird von seinem Bruder Claudio trainiert, der selbst Tennis gespielt hat. Er ist nach dem australischen Tennisspieler Lleyton Hewitt benannt.
Erste Erfahrung auf internationaler Ebene sammelte Rivera auf der ITF Junior Tour, wo er bis 2019 einige Turniere spielte und Platz 210 als beste Notierung erreichte.
Profiturniere spielte er vereinzelt ab 2020 und ausschließlich auf der ITF Future Tour. Während er im Einzel noch kein Spiel gewinnen konnte, platzierte er sich im Doppel zumindest in der Tennisweltrangliste. 2022 spielte Rivera als Teil der norwegischen Mannschaft beim ATP Cup mit und gab damit sein Debüt auf der ATP Tour. Er verlor sein Match im Doppel an der Seite von Andreja Petrovic gegen Chile.